# Mijhing
Mijhing (nep. मिझिङ) – gaun wikas samiti w zachodniej części Nepalu w strefie Rapti w dystrykcie Rolpa. Według nepalskiego spisu powszechnego z 2011 roku liczył on 1561 gospodarstw domowych i 7508 mieszkańców (3992 kobiety i 3516 mężczyzn).